# スカーレットヘビ
スカーレットヘビ（Cemophora coccinea）は、爬虫綱有鱗目ナミヘビ科スカーレットヘビ属に分類されるヘビ。

## 分布
アメリカ合衆国東部から南部
C. c. coccinea フロリダスカーレットヘビ
アメリカ合衆国（フロリダ州）
C. c. copei ホクブスカーレットヘビ
アメリカ合衆国（ニュージャージー州からテキサス州東部にかけて、ミズーリ州）
C. c. lineri テキサススカーレットヘビ
アメリカ合衆国（テキサス州南東部）

## 形態
最大全長82.8センチメートル。体鱗には隆起（キール）がない。胴体中央部の斜めに列になった背面の鱗の数（体列鱗数）は19-21。総排出口までの腹面にある幅の広い鱗の数（腹板数）は158-185。総排出口より後部の鱗の数（尾下板数）は36-50対。背面の体色は赤く、黒い横帯に縁取られた黄色い横帯が入る。種小名coccineaは「深紅の」の意。腹面の体色は淡黄色でピンクがかることもあり、斑紋は入らない。
吻端は尖り、やや上方へ向かう。虹彩は黒い。瞳孔は大型で、円形。額を覆う鱗（額板）は正方形に近い形状で、頭頂板はやや長い。上唇を覆う鱗（上唇板）のうち2枚が目に接する。上唇板の色彩は橙黄色や白。属名Cemophoraは「髭のある吻端」の意で、明色の上唇板に由来すると考えられている。
卵は長径3-3.5センチメートル。孵化直後の幼蛇は全長12.5-15.2センチメートル。
C. c. coccinea フロリダスカーレットヘビ
上唇板は7枚。黒い横帯が腹板に接する。
C. c. copei ホクブスカーレットヘビ
上唇板は6枚。黒い横帯が腹板に接し、黒い横帯同士が腹板付近で繋がる個体もいる。
C. c. lineri テキサススカーレットヘビ
上唇板は6枚。黒い横帯が腹板に接しない。

## 分類
科内ではショートテールスネーク属やハナナガヘビ属に近縁とされ、これら3属はキングヘビ属（特にミルクヘビ）から分化したと考えられている。
- Cemophora coccinea coccinea (Blumenbach, 1788)
- Cemophora coccinea copei Jan, 1863
- Cemophora coccinea lineri Williams, B.C. Brown & Wilson, 1966

## 生態
基底が砂やロームでダイオウマツやコナラ属が優占する森林に生息するが、草原や荒野などに生息することもある。地表棲だが、地中棲傾向が強い。夜行性で、昼間は倒木の下や岩の割れ目、茂み、動物の巣穴、自ら掘った巣穴などで休む。危険を感じると地中や物陰に逃げ込むが、逃げ込むことができない場合は頭部を胴体の下へ隠す防御行動を行う。尾を持ち上げる防御行動を行うこともあり、これは同所的に分布するサンゴヘビへの擬態と考えられている。
食性は動物食で、主に小型爬虫類の卵（アメリカナメラ属、キングヘビ属、スジトカゲ属）を食べるが、小型爬虫類そのもの（クビワヘビなど）、小型哺乳類（トガリネズミ属、齧歯類）、昆虫（甲虫類の幼虫）なども食べる。卵は殻に噛みついて穴を開けた後に、卵に巻きつき中身を絞り出して食べる。大型個体はアナホリゴファーガメの卵も食べることがあり、その場合は殻に穴を開け中に頭部を入れて食べる。 
繁殖形態は卵生。北部個体群は3-5月、南部個体群は2-3月に交尾を行う。6-8月に朽木の中や石の隙間に、1回に2-9個の卵を産む。卵は70-80日で孵化する。

## 人間との関係
広域分布し、生息数は多いと考えられている。一方で亜種テキサススカーレットヘビは分布が限定的で生息数が少ないと考えられており、他亜種も森林伐採や開発による生息地の破壊が懸念されている。
ペットとして飼育されることもあり、日本にも輸入されている。1960年代から輸入されていたとされるが、流通量は少ない。神経質で偏食傾向が強く飼育下では餌付きが悪いこと、野生下で好む爬虫類の卵は安定供給しづらいことなどから、飼育は難しいとされる。